# Фільмографія українського анімаційного кіно 1990-2010-х років
Фільмографія українського анімаційного кіно 1990-2010-х років — це список українських анімаційних фільмів створених за часів української незалежності.

## 1992
- «Богданчик і барабан», Олександр Вікен, «Укранімафільм»
- «Заєць в людях», Сергій Гізіла, «Укранімафільм»
- «Знайда», Наталя Марченкова, «Укранімафільм»
- «Кам'яні історії», Валентина Костилєва, «Укранімафільм»
- «Капітан Туссі», Юрій Скирда, «Укранімафільм»
- «Колекція», Костянтин Баранов, «Укранімафільм»
- «Коли я був маленький», Борис Волков, Євген Сивокінь, Ірина Смирнова, «Укранімафільм»
- «Кривенька качечка», А. Грачова, «Укранімафільм»
- «Круглячок», Тадеуш Павленко, «Укранімафільм»
- «Ми — чоловіки», Наталя Марченкова, Михайло Тітов, «Укранімафільм»
- «Полювання», Леонід Зарубін, «Укранімафільм»
- «Приз», Валентина Костилєва, «Укранімафільм»
- «Сім мам Семена Синебородка», Людмила Ткачикова, «Укранімафільм»

## 1993
- «Бобе Майсес», Олена Касавіна, «Укранімафільм»
- «Виверт», Костянтин Баранов, Олександр Гуньковський, «Укранімафільм»
- «Історія кохання», Сергій Гізіла, Сергій Міндлін, «Укранімафільм»
- «Клініка», Олександр Бубнов, «Борисфен-Лютес»
- «Команда Дід. Печера жахів», Олександр Вікен, «Борисфен-Лютес»
- «Ласкаво просимо», Сергій Гізіла, Євген Назаренко, «Борисфен-Лютес»
- «Лякалки жахалки», Наталя Чернишова, Олександр Гуньковський, Наталя Марченкова, «Укранімафільм»
- «Муві-няня», Борис Волков, В. Волонтирець, «Борисфен-Лютес»
- «Різдвяна казка», Анатолій Трифонов, «Укранімафільм»
- «Тредичіно», Леонід Зарубін, «Укранімафільм»

## 1994
- «Історія одного поросятка», Людмила Ткачикова, «Укранімафільм»
- «Муві-няня. Раллі», Єфрем Пружанський, «Борисфен-Лютес»
- «Про Дуків Срібляників і Хвеська Ганджу Андибера», Юрій Скирда, «Укранімафільм»
- «Цап та баран», Валентина Костилєва, «Укранімафільм»

## 1995
- «Грицеві писанки», Анатолій Трифонов, «Укранімафільм»
- «День народження Юлії», Наталя Марченкова, «Укранімафільм»
- «Казки вулиці Брага», Борис Волков, «Борисфен-Лютес»
- «Казка про богиню Мокошу», Наталя Чернишова, «Укранімафільм»
- «Коза-дереза», Ірина Смирнова, «Укранімафільм»
- «Команда дід. Скіпетр фараона», Олександр Вікен, «Борисфен-Лютес»
- «Як козаки у хокей грали», Володимир Дахно, Тадеуш Павленко, «Укранімафільм»

## 1996
- «Вій», Алла Грачова, «Укранімафільм»
- «Команда дід. Викрадене століття», Володимир Гончаров, М. Кошкін, Наталя Охотимська, «Борисфен-Лютес»
- «Рукавичка», Наталя Марченкова, «Укранімафільм»
- «Тополя», Валентина Костилєва, «Укранімафільм»

## 1997
- «Coil», Владислав Білоус
- «E=mc», Алла Чурикова, «Борисфен-Лютес», «Millimages» (Франція)
- «Віслюкова шкіра», Клод Алікс, «Борисфен-Лютес», «Поліграм-відео» (Франція)
- «Вовк Альберто», Борис Волков, «Борисфен-Лютес»
- «Всесвітні ведміді», Борис Волков, «Борисфен-Лютес»
- «Дід Мороз і зниклі олені», Михайло Яремко, «Борисфен-Лютес», «Millimages» (Франція)
- «Кози пана Сегена», Володимир Гончаров, Евелін Фуше, «Борисфен-Лютес», «Поліграм-відео» (Франція)
- «Нещастя Софі», «Борисфен-Лютес»
- «Покрово-Покрівонько...», Анатолій Трифонов, «Укранімафільм»
- «Пісня про сирний дух», Ірина Смирнова, «Artis» (Росія)
- «Ходить Гарбуз по городу…», Валентина Костилєва, «Укранімафільм»
- «Як метелик життя вивчав», Людмила Ткачикова, «Укранімафільм»

## 1998
- «Сафейна гуща», Олександра Ільменська, «Укранімафільм», КДІТМ
- «Z-Z-Z», Степан Коваль, «Укранімафільм»
- «Б'ю», Ганна Куц, Віктор Довгалюк
- «День шостий», Дмитро Лісенбарт, «Україна Онлайн»
- «Коала на ім'я Арчибальд», Клод Алікс, Борис Волков, Володимир Гончаров, «Борисфен-Лютес», «Millimages» (Франція) (серіал, 1998—1999)
- «Синя шапочка», Наталя Чернишова, «Укранімафільм», Міністерство культури і мистецтв України
- «Перетворення», Віра Яковенко, КДІТМ
- «Уік енд», Євгенія Ільменська, «Укранімафільм», КДІТМ
- «Щасливчик», Анатолій Валевський, «Барвінок»

## 1999
- «Залізний вовк», Наталя Марченкова, Олег Педан, «Укранімафільм», Міністерство культури і мистецтв України
- «Записничок Діда Мороза», Олександр Вікен, «Борисфен-Лютес»
- «Зоологічний провулок, 64» (англ. 64 Zoo Lane), Ен Вромьо, «Борисфен-Лютес», «Millimages» (Франція), «Нованім» (Франція) (серіал)
- «Навколо маленьке руде Лисеня», Альберт П'єр Лазаро, Едуард Чернов, «Борисфен-Лютес», «Millimages» (Франція), «Нованім» (Франція) (серіал)
- «Світ домашніх улюбленців», П'єр Глінер, Михайло Яремко, «Борисфен-Лютес», «Millimages» (Франція) (серіал)
- «Старий та море», Валерій Бабич, «Бабич-дизайн», «Про-ТВ»
- «Як у нашого Омелечка невеличка Сімеєчка…», Євген Сивокінь, «Укранімафільм», Міністерство культури і мистецтв України

## 2000
- «Казка», Оксана Черненко, «Укранімафільм», КДІТМ
- «Ніч», Анатолій Лавренішин, «Укранімафільм», КДІТМ
- «Нудьга», Сергій Коток, «Укранімафільм», КДІТМ
- «Чому сова вночі не спить?», Євген Альохін, «Укранімафільм», КДІТМ

## 2013
- Бабай (Хто боїться дядечка Бабая?)", Марина Медвідь, «Укранімафільм»,  Держкіно
- «Дівчинка з риб'ячим хвостом», Сергій Мельніченко, ТОВ «Студія „Червоний собака“»,  Держкіно
- «Дідочок задумав женитися», Ю. Борисенко, ТОВ «Новатор фільм»,  Держкіно
- «Жуйка», Ольга Макарчук, ТОВ «Новатор фільм»,  Держкіно
- «Крамниця співочих птахів», Анатолій Лавренішин, ТОВ «Маркус Фільм»,  Держкіно
- «Двісті перша», Олег Педан, «Укранімафільм»,  Держкіно
- «Лежень», Людмила Ткачикова, «Укранімафільм»,  Держкіно
- «Літа мої...», Володимир Гончаров, «Укранімафільм»,  Держкіно
- «Пригоди Котигорошка та його друзів», Ярослава Руденко-Шведова, «Укранімафільм»,  Держкіно
- «Птахи», Ірина Смірнова, «Укранімафільм»,  Держкіно

## 2014
- «Лебідь», Олександр Даниленко (кліп для французького гурту Kwoon на пісню "Swan"

## 2015
- «Професіонали: Кухар», Степан Коваль
- «Атракціон», Олег Педан,  Держкіно

## 2016
- «Велопортрети», Сашко Даниленко
- «Велетенський чолов'яга», Тетяна Кабаєва
- «Картинки з виставки», Юлія Проскуріна
- «Кінець», Микита Лиськов
- «Кобзар 2015», Богдан Шевченко, Укранімафільм,  Держкіно
- «Лахмітко», Олег Педан, Укранімафільм,  Держкіно
- «Мишко та місячна Дзвінка», Людмила Московчук (Ткачикова), ТОВ «Борисфен-С»,  Держкіно
- «Моя душа стала жити окремо», Влад Бурбела
- «Оракул знайденого черевика», Анжела Богаченко
- «Плач вовче», Маркош Крижак
- «Шнурки», Олег Федченко, ТОВ «Директорія кіно»,  Держкіно

## 2017
- «Eluvium — регенеративна істота», Станіслав Сантімов
- «It Is Happening Again When», Катя Різниченко
- «The Tooth & The Root — Холодна війна», Микита Кравцов, Юрій Хусточка, Камій Саньє-Кравцова
- «Whye?», Ася Шульгіна
- «Анна Райнер. Найтемніший синій колір», Оксана Курмаз
- «Джаз», Анастасія Фалілеєва
- «Дубе зелений», Ігор Заблоцький
- «Інший», Олександр Грачов
- «Клуб всезнайків», Євген Єрмак, ТОВ «Анімаград»,  Держкіно
- «Козаки. Навколо світу», Марина Медвідь, Укранімафільм,  Держкіно (3 серії)
- «Лабіринт», Олександр Колодій, Степан Коваль, ТОВ «Новаторфільм»,  Держкіно
- «Метаморфози війни: контамінація можливого», Марина Ілляхова, Сергій Байдецький, Київський національний університет театру, кіно і телебачення імені Івана Карпенка-Карого
- «Пам'ятай», Микита Лиськов
- «Причинна», Андрій Щербак, «Magika Film»,  Держкіно
- «Подорож», Євгенія Кіракосян, ТОВ «Інсайтмедіа»,  Держкіно
- «Пляшка», Єгор Бондаренко
- «Про пташку», Віталій Хало
- «Фінгермен», Іван Шоха
- «Хроніки одного міста», Євген Сивокінь, ТОВ «Новаторфільм»,  Держкіно
- «Чудове чудовисько», Сергій Мельніченко, ТОВ «Студія „Червоний собака“»,  Держкіно
- «Шнурки», Олег Федченко
- «Я — вітер», Юлія Осика
- «Я купив велосипед», Микита Лиськов
- «Як розвеселити Самотність», режисер Степан Коваль, ТОВ «Новаторфільм»,  Держкіно
- «Я Чайник!», Оксана Карпус, ТОВ «Новаторфільм»,  Держкіно

## 2018
- «Döner», Денис Сполітак
- «Дзвінка читає Мишка», Людмила Ткачикова
- «До останнього подиху», Олексій Осьмак
- «Елохім — Зв'язок», Оксана Курмаз
- «Котку», Анастасія Фалілеєва
- «Мари», Андрій Науменко
- «Мімезис», Фройд М. Вайзер
- «Монах», Сашко Даниленко
- «Музики», Дарина Куденко
- «Про Марка Львовича Тюльпанова, який розмовляв з квітами», Дана Кавеліна
- «Рідне місто Хмельницький», Вадим Подзігун
- «Ромео і Джульєтта?», Юлія Шалімова
- «Світ навпаки», Ольга Гаврилова,  Держкіно
- «Сильні духом», В'ячеслав Бігун
- «Чому ковбасу нарізають під кутом», Вікторія Войткевич
- «Якщо ти можеш», Ганна Рибак

## 2019
- «Кохання», Микита Лиськов
- «Папір чи Пластик», Ната Метлух
- «Петрівка-реквієм», Катерина Возниця
- «Поки не стане чорним», Анастасія Фалілеєва
- «На будівництві знищення», Олександр Шеремета
- «Потьмара Анни», Даниїл Пінько
- «Сама собі тут», Анна Дудко
- «Mr.Nox», Д. Деніс

## 2020
- «Глибока вода», А. Дудко,
- «Віктор-робот», А. Лавренішин